# 1079 Mimosa
1079 Mimosa este un asteroid din centura principală, descoperit pe 14 ianuarie 1927, de George Van Biesbroeck.